# Reed Publishing
Pour les articles homonymes, voir Reed.
Reed Publishing Ltd, anciennement A. H. Reed Ltd puis A. H. and A. W. Reed Ltd est l'une des principales maisons d'édition de Nouvelle-Zélande.
Fondée par Alfred Hamish Reed (en) et son épouse Isabel en 1907, qui sont rejoints en 1925 par leur neveu Alexander Wyclif Reed, il s'agit d'une maison d'édition principalement spécialisée dans la littérature néo-zélandaise qui publie plus de 100 titres par an, dont un certain nombre d'auteurs néo-zélandais célèbres comme Barry Crump (en), Janet Frame et Witi Ihimaera.
L'entreprise produit aussi des disques.

## Histoire
La société Reed est fondée à Dunedin en 1907 par Alfred Hamish Reed et son épouse Isabel comme une entreprise de vente par correspondance de fournitures pour l'école du dimanche, connue sous le nom de Sunday School Supply Stores. En 1925, le neveu de Reed, Alexander Wyclif (Clif) Reed, rejoint l'entreprise. En 1932, Clif ouvre une succursale à Wellington. La même année l'entreprise se développe dans l'édition en profitant de la pénurie de livres importés pendant la Seconde Guerre mondiale. En 1934, la société, appelée A. H. Reed, adopte la marque A.H. and A. W. Reed. En 1941, elle devient une société à responsabilité limitée sous le nom de A.H. Reed Ltd.
Dans les années 1950 et 1960, A. H. and A. W. Reed publie un certain nombre de best-sellers, notamment des livres de Barry Crump, et devient le principal éditeur pédagogique de Nouvelle-Zélande. À la fin des années 1960, la société est le plus grand éditeur d'Australasie et change son nom pour A.H. and A. W. Reed Ltd. Dans les années 1970, Reed a son siège social à Wellington et des succursales à Auckland, Christchurch, Sydney et Londres. La société publie de nombreux livres de non-fiction populaires qui « célèbrent un mode de vie distinctement néo-zélandais », y compris des ouvrages dans les domaines des « contes de l'arrière-pays, des livres sur le sport, le jardinage, la cuisine et l'artisanat » et des livres illustrés « d'histoire naturelle et livres de photographies et de peintures de paysages ». Les livres sur des sujets maoris sont l'une des spécialités de Reed.
Dans les années 1970, l'entreprise est confrontée à des problèmes croissants liés au rétrécissement des marchés et à une concurrence accrue. Elle est vendue à Associated Book Publishers (ABP) en 1983 et, avec Methuen Publishing, faisant également partie d'ABP, devient Reed Methuen. En 1987, elle devient Octopus Publishing (NZ) et publie sous la marque Heinemann Reed à partir de 1988. En 1992, la société britannique Reed International (Royaume-Uni) reprend Octopus et la société néo-zélandaise est rebaptisée Reed Publishing Ltd., En 2006, elle remporte le prix Thorpe Bowker pour ses réalisations dans l'édition de livres en Nouvelle-Zélande. En 2007, elle change à nouveau son nom en « Raupo Publishing (NZ) ». Raupo signifie en maori scirpe (Typha orientalis), un type de roseau. Raupo est une marque du Penguin Group.

## Records Kiwi Pacific et Records Hibiscus
En 1957, A.H. and A. W. Reed commence à produire des disques « pour soutenir les textes scolaires de langue maorie, d'éducation physique et de danse folklorique de la compagnie ». Cette division de Reed devient connue sous le nom de « Kiwi Pacific Records International Limited » et ne fait plus partie de l'ancienne société.
Hibiscus Records est une division de Kiwi Pacific Records International et possède de nombreux titres polynésiens et maoris sur CD, spécialisés dans la musique polynésienne principalement authentique. De nombreux enregistrements maoris et insulaires du Pacifique ont été diffusés via Kiwi Pacific Records International à Hastings, en Nouvelle-Zélande. La plupart des enregistrements ont été produits et enregistrés par l'auteur James Siers. Un exemple du travail de James Siers est Bora Bora – Island of Dreams des hôtels Bora Bora Entertainers, sorti sur Hibiscus HLS-22.
D'autres enregistrements authentiques sont Western Samoa Festival Performers, The Festival Music From Western Samoa sorti sur Hibiscus HLS-72 en 1976, et Western Samoa Teachers Training College – Samoa Song And Rhythm sur Hibiscus TC HLS-24 en 1972.